# كولتون غيليز
كولتون غيليز هو لاعب هوكي الجليد كندي، ولد في 12 فبراير 1989 في وايت روك في كندا.

## وصلات خارجية
- كولتون غيليز على موقع دوري الهوكي الوطني (الإنجليزية)
- كولتون غيليز على موقع EliteProspects.com (الإنجليزية)
- كولتون غيليز على موقع HockeyDB.com (الإنجليزية)
- كولتون غيليز على موقع Hockey-Reference.com (الإنجليزية)